# 전남매일
전남매일은 광주광역시의 지역 신문사이다.

## 연혁
- 1989년 6월 29일 창간.